# Croix hosannière de Moëze
La croix hosannière de Moëze (ou « temple de Moëze ») est un autel votif de style classique située à Moëze, au sud de Rochefort, dans le département français de la Charente-Maritime en région Nouvelle-Aquitaine.

## Historique
Le monument est édifié entre 1628 et 1632. On peut voir dans son érection un geste de flatterie du curé de Moëze envers le cardinal de Richelieu, après la chute de la place-forte protestante de La Rochelle, au terme d'un long siège.
Au XVIIe siècle, sans doute peu après la pacification de 1629, l'édicule reçoit une nouvelle croix avec un support pyramidal.
À la Révolution française, les envoyés de la Convention nationale à Rochefort, Joseph Lequinio et Joseph François Laignelot, font abattre le sommet du monument, qui ne sera restauré qu'en 1825,. 
La croix est abattue par une tempête en décembre 1999 et remontée ultérieurement.

## Statut patrimonial
Le monument fait l'objet d'un classement au titre des monuments historiques depuis le 12 juillet 1886.

## Description
Situé au milieu du cimetière, non loin de l'église Saint-Pierre de Moëze, le monument prend la forme d'un petit temple grec, raison pour laquelle il est également appelé « temple de Moëze »,.
Il s'agit d'un autel votif, même s'il a souvent été pris pour un tombeau.
Entouré d'un double rang de marches, l'édifice possède un soubassement en pierre de taille assemblée en grand appareil.
Chaque face est ornée de quatre colonnes cannelées aux chapiteaux corinthiens portant un entablement à architrave lisse et d'une frise ornée d'un texte en latin.
Le monument est surmonté d'une croix de pierre portée par un support pyramidal à bossages plats et lignes de refends, nettement plus étroit que le temple.